# Haruru, Sorab
Haruru là một làng thuộc tehsil Sorab, huyện Shimoga, bang Karnataka, Ấn Độ.